# Antispila pfeifferella
Antispila pfeifferella is een vlinder uit de familie van de Heliozelidae. De wetenschappelijke naam van de soort is voor het eerst geldig gepubliceerd in 1810 door Hübner.